# 만프레트 베버

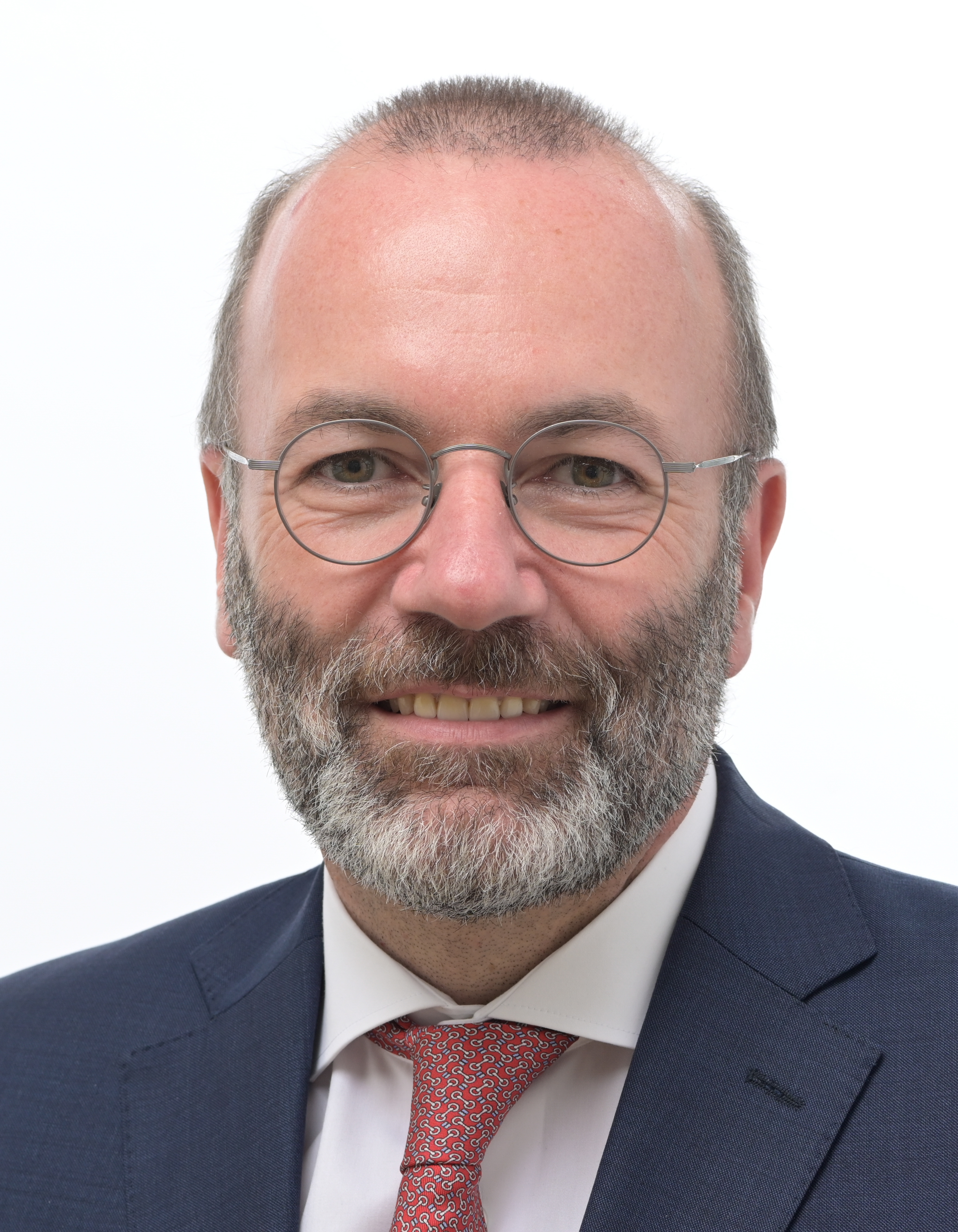
만프레트 베버

만프레트 베버(독일어: Manfred Weber, 1972년 7월 14일~)는 독일 출신의 정치인으로, 2019년 유럽 의회 선거에서 유럽 국민당 대표를 맡았다.